# Guillermo del Toro
Guillermo del Toro Gómez (ur. 9 października 1964 w Guadalajarze) – meksykański reżyser, scenarzysta i producent filmowy. Trzykrotny laureat Oscara.

## Życiorys
Wychowywany był przez babcię katoliczkę. Od najmłodszych lat fascynował się potworami i opowieściami grozy. Zaniepokoiło to jego babcię, która obawiając się jego obsesji na punkcie makabrycznych historii, próbowała go dwukrotnie egzorcyzmować. Kiedy miał 8 lat, zainteresował się tworzeniem filmu. Pierwsze swoje filmy zrealizował w 1986, mając 21 lat. We wczesnych latach 80. założył własne przedsiębiorstwo Necropia. Jest także założycielem meksykańskiego festiwalu filmowego w Guadalajarze. Później stał się właścicielem własnej wytwórni filmowej Tequila Brygada.
Del Toro zyskał międzynarodowe uznanie dzięki filmowi Labirynt Fauna (2006), za którego otrzymał nominację do Oscara za najlepszy scenariusz oryginalny. W kolejnych latach reżyserował takie filmy jak Pacific Rim (2013), Crimson Peak: Wzgórze krwi (2015) oraz Kształt wody (2017), za który otrzymał Oscary za najlepszy film i reżyserię. W 2022 roku jego animowany film Guillermo del Toro: Pinokio zdobył Oscara za najlepszy pełnometrażowy film animowany.
Zasiadał w jury konkursu głównego na 68. MFF w Cannes (2015). Przewodniczył obradom jury na 75. MFF w Wenecji (2018).

## Życie prywatne
W 1986 roku Guillermo Del Toro ożenił się z Lorenzą Newton, z którą ma dwie córki. Para rozwiodła się w 2017 roku. W 2021 roku poślubił Kim Morgan, krytyczkę filmową i scenarzystkę.

## Filmografia
- Doña Lupe (1985) (film krótkometrażowy)
- Geometria (1987) (film krótkometrażowy)
- Hora Marcada (1988–1989) (serial telewizyjny) (odcinki: Invasión, Con todo para llevar, Caminos de Ayer oraz Hamburguesas)
- Cronos(inne języki) (La Invención de Cronos, 1993)
- Mutant(inne języki) (Mimic, 1997)
- Kręgosłup diabła (El Espinazo del Diablo, 2001) – reżyseria i scenariusz
- Blade: Wieczny łowca II (Blade II, 2002) – reżyseria i scenariusz
- Hellboy (2004) – reżyseria i scenariusz
- Labirynt fauna (El Laberinto de Fauno, 2006)  – reżyseria i scenariusz
- Hellboy: Złota armia (Hellboy II: The Golden Army, 2008)  – reżyseria i scenariusz
- Nie bój się ciemności (Don’t Be Afraid of the Dark, 2010) – scenariusz
- Pacific Rim (2013) – reżyseria i scenariusz
- Crimson Peak. Wzgórze krwi (Crimson Peak, 2015) – reżyseria i scenariusz
- Kształt wody (The Shape of Water, 2017) – reżyseria i scenariusz
- Pacific Rim: Rebelia (2018) – materiały do scenariusza[5]
- Death Stranding (2019) – Deadman
- Wiedźmy(inne języki) (The Witches, 2020) – scenariusz
- Zaułek koszmarów(inne języki) (Nightmare Alley, 2021) – reżyseria i scenariusz
- Pinokio(inne języki) (Pinocchio, 2022) – reżyseria i scenariusz
- Frankenstein (2025) – reżyseria i scenariusz

## Nagrody
- Nagroda Akademii Filmowej Najlepszy film: 2018 Kształt wody
- Nagroda Akademii Filmowej Najlepszy reżyser: 2018 Kształt wody
- Nagroda Akademii Filmowej Pełnometrażowy film animowany: 2023 Guillermo del Toro: Pinokio[6]